# Закон Тірлвола
Закон Тірлвола (англ. Thirlwall's law) — економічний закон, згідно якого темп росту доходів країни дорівнює темпу приросту решти світу і відношенню еластичності попиту на експет за доходами решти світу до еластичності попиту на імпорт за доходами країни. Якщо реальний обмінний курс значно варіюється, але цінові еластичності попиту низькі, тоді довгострокове зростання економіки визначатиметься зростанням світового доходу помноженим на відношення еластичності доходу до попиту на імпорт та експорт. Останні показники визначаються структурними характеристиками країн. Одним із важливих прикладів цього є те, що якщо країни, що розвиваються, виробляють переважно первинні товари та низькоцінні промислові товари з низькою еластичністю попиту на доходи, тоді як розвинені країни спеціалізуються на високоеластичних промислових товарах з високим рівнем доходу, країни, що розвиваються, будуть рости порівняно повільнішими темпами.

## Суть закону Тірлвола
Закон Тірлвола названий на честь британського економіста Ентоні Тірлвола, що описав його в 1979 році.
Модель зростання платіжного балансу Тірлволла — або Закон Тірлвола — часто називають динамічним результатом торгового мультиплікатора Харрода за результатом статичного мультиплікатора зовнішньої торгівлі Роя Харрода (1933), що:
```
           
Y= X/m
```

де Y — національний дохід;
X — експорт;
m — гранична схильність до імпорту, яка випливає з тих самих припущень, що і закон Тірлвола.
Припущення рівноваги платіжного балансу на поточному рахунку може бути послаблене, щоб дозволити потоки капіталу, але для значень стійких потоків (наприклад, 3 % ВВП) потокам капіталу мало емпіричної різниці для прогнозів зростання базової моделі.
Закон Тірлвола визначає зростання експорту виключно зростанням світового доходу коли:
• відносний рівень цін (чи реальний обмінний курс) незмінний;
• дотримується умова Маршалла-Лернера(абсолютна сума еластичності попиту на експорт та імпорт країни перевищує одиницю).

## Застосування закону Тірлволла
Закон Тірлвола описує причини дефіциту платіжного балансу, коли:
• сповільнюється зростання в розвинених країнах, що призводить до скорочення експортного попиту;
• зростання експорту збільшує витрати до тих пір, поки їх підвищення не спровокує зростання імпорту, еквівалентне первинному зростанню експорту;
• зайняті в секторі послуг збільшують попит на імпортну продукцію, не збільшуючи пропозицію товарів на експорт.
Як наслідок країни з досить великим внутрішнім ринком можуть переорієнтовуватися на внутрішній попит для того, щоб за рахунок збільшення витрат домашніх господарств компенсувати скорочення експортного попиту, що веде до імпортозаміщення.
Модель забезпечує альтернативу моделям на стороні пропозиції неокласичної теорії зростання, які є близькими економічними моделями без обмежень попиту. У моделі Тірлволла остаточним обмеженням зростання є дефіцит іноземної валюти або ріст експорту, до яких фактори постачання можуть адаптуватися. Саме зміни в рівновазі регулюють платіжний баланс, а не зміни відносних цін у міжнародній торгівлі.
Починаючи з 1979 року, модель була застосованна як у розвинених країнах, так і в країнах, що розвиваються.